# Bartolomeu Leitão
Bartolomeu Leitão (Entradas, cerca de 1540 - Ribeira Grande, 9 de fevereiro de 1587) foi um prelado português da Igreja Católica, bispo de Santiago de Cabo Verde.

## Biografia
Nascido na vila de Entradas, era filho de Jorge Leitão e sua mulher Joana da Costa. Estudou no Real Colégio de São Paulo, doutorando em Teologia na Faculdade de Teologia da Universidade de Coimbra em 1567.
D. Frei Bartolomeu foi indicado como Bispo de Santiago de Cabo Verde em 23 de setembro de 1571, sendo consagrado em 29 de setembro por D. João de Melo, arcebispo de Évora no Convento do Bom Jesus de Valverde e ordenado padre em 30 de setembro, por D. Frei Amador Arrais, O. Carm., bispo-auxiliar de Évora, na Sé de Évora, sendo que foi confirmado pela Santa Sé apenas em 6 de fevereiro de 1572.
Em 27 de maio de 1573, recebeu a mercê de 200$000 reais, para seus custos. É possível que tenha viajado a Sé em 1576, pois no ano anterior teria encomendado a Nave da Igreja de Nossa Senhora da Esperança de Entradas.
Estabeleceu-se em Ribeira Grande, onde conduziu o Tribunal da Inquisição ali, e foi investigado, a mando de D. Jorge de Almeida, inquisidor-geral, em 1581. Ao que parece, a investigação não encontrou qualquer irregularidade, pois continuou como bispo até a sua morte.
Morreu em 9 de fevereiro de 1587, em Ribeira Grande.